# Yisroel Reisman
Yisroel Reisman (en hebreo: ישראל רייזמן) es un rabino ultraortodoxo jaredí estadounidense, un posek y un erudito de la santa Torá) que reside en el barrio de Brooklyn, en la ciudad de Nueva York.

## Historia
Reisman es uno de los roshei yeshiva (decanos) de la Yeshivá Torah Vodaath, donde recibió la Smicha (la ordenación rabínica). Es el rabino supremo de la red de campamentos de verano dirigida por la organización ultraortodoxa Agudath Israel de América. Reisman es el autor de varios libros sobre la Halajá (la ley judía) y el Tanaj (la Biblia judía). En 2018, cuando el Departamento de Educación del Estado de Nueva York emitió una directiva a todas las yeshivot que operaban en el Estado de Nueva York para que cumplieran con los estándares educativos estatales, Reisman fue coautor de un artículo de opinión junto con Elya Brudny en el diario The Wall Street Journal expresando su oposición a la nueva directiva. Reisman cree que el futuro del pueblo judío está en Israel y que los judíos que permanecen en la diáspora deben apoyar el estudio de la Torá en Eretz Israel.